# Rocquemont (Sena Marítimo)
Rocquemont es una comuna francesa situada en el departamento de Sena Marítimo, en la región de Normandía.

## Demografía
| 353 | 353 | 384 | 396 | 453 | 606 | 762 |
| Para los censos de 1962 a 1999 la población legal corresponde a la población sin duplicidades (Fuente: INSEE [Consultar]) |     |     |     |     |     |     |